# Valle de Rupert
El valle de Rupert (en inglés: Rupert's Valley o simplemente Rupert's) es un valle, pequeño asentamiento y principal puerto de la isla Santa Elena, que forma parte del distrito de la capital, Jamestown. Se ubica en las coordenadas 15°55′38″S 5°42′29″O / -15.92722, -5.70806.

## Historia y características
Sobre la costa, a orillas de la bahía de Rupert (Rupert's Bay), fue fundado Haytown. Este se trataba de una nueva ciudad planificada que no creció como se esperaba, creada por el gobernador Edward Hay Drummond Hay en la década de 1860, del cual toma el nombre el asentamiento. El objetivo eran obras de saneamiento en la capital, que es estrecha y muy poblada. Actualmente, hay varias edificaciones y un muelle.
Se accede a Jamestown y al resto de la isla por un camino lateral que parte desde el Side Path. Aquí es donde se concentra la mayor parte del trabajo industrial de la isla y también hay algunas residencias. Los planes de desarrollo del nuevo aeropuerto tienen en cuenta a Rupert como un centro industrial que se desarrollaría en el futuro. Hasta 2011, la infraestructura para un desembarque de un barco grande era limitado, sin rompeolas o instalaciones de atraque en el frente de mar.
De hecho, para la construcción del aeropuerto, se debieron construir a principios del 2012 nuevas instalaciones portuarias capaces de manejar equipos de construcción grandes y proporcionar carga de combustible necesaria para los equipos y los futuros aviones que lleguen a la isla. Para ello, se ha construido un muelle provisorio y ejecutado la instalación de combustible a granel para 6 millones de litros de diésel y combustible de aviación, además, se espera la construcción de una tubería para trasladar combustible al futuro aeropuerto desde Rupert. También, se construyó una carretera de 14 kilómetros entre el valle y el aeropuerto ubicado en la llanura de la Bahía Próspera.
También, el nuevo muelle construido podría permitir desembarcos regulares de cruceros, aumentando el turismo. Ya que, hasta la fecha, la falta de una instalación de desembarco protegido representa una limitación en el desarrollo del turismo de cruceros, ya que, en condiciones de mar adversas, el desembarque es peligroso y los ingresos potenciales se pierden porque muchos cruceros se niegan a permitir que los pasajeros desembarcan en tales circunstancias. Además, debido a la falta de una instalación de desembarco protegido, muchas compañías de cruceros no incorporan a Santa Elena en sus itinerarios. El mar es más duro en verano, cuando ocurre el pico de la temporada de cruceros.